# Minerální látka

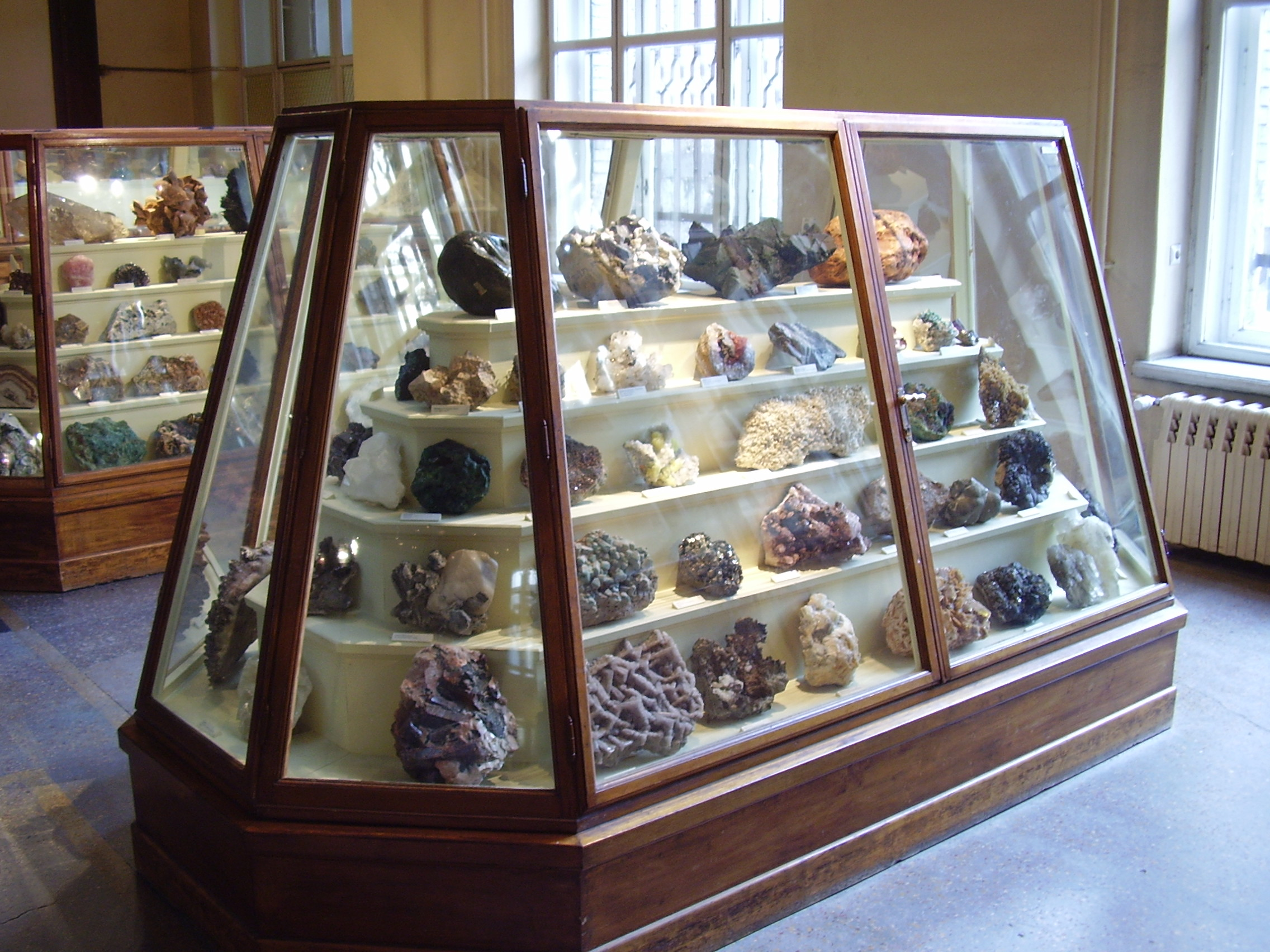
Mezi minerální látky patří i nerosty

Minerální látkou se rozumí látka nerostného (neorganického) původu. Může to být
- minerál – prvky nebo chemické sloučeniny přírodního původu
- hornina – směs tvořená minerály a případně i dalšími součástmi
- minerální voda – vodný roztok minerálů

Minerální látky (v těchto souvislostech obvykle označované jako minerální soli) jsou důležitou složkou lidské výživy. Viz
- Minerály (výživa)
- Minerální látky ve výživě člověka
- Minerální látky ve výživě drůbeže

## Příbuzné pojmy
- Minerální barvy
- Minerální oleje – vedlejší produkty při výrobě benzinu z ropy; obsahují převážně alkany s 15–40 uhlíky v molekule
- Minerální vata – produkty vyrobené z anorganických surovin (sklo, čedič apod.)